# Thomas Fielder Bowie
Thomas Fielder Bowie (ur. 7 kwietnia 1808, zm. 30 października 1869) – amerykański polityk.
W latach 1855–1859 z ramienia Partii Demokratycznej przez dwie kadencje Kongresu Stanów Zjednoczonych był przedstawicielem szóstego okręgu wyborczego w stanie Maryland w Izbie Reprezentantów Stanów Zjednoczonych.
Wnuk jego brata, Walter Bowie, także reprezentował stan Maryland w Izbie Reprezentantów Stanów Zjednoczonych.